# فورجان
فورجان نام روستایی است در دهستان شاخن از توابع بخش مرکزی شهرستان بیرجند، واقع در استان خراسان جنوبی که بر پایه سرشماری عمومی نفوس و مسکن در سال ۱۳۸۵ جمعیت آن ۵۵۱ نفر (در ۱۳۱ خانوار) و طبق سرشماری عمومی نفوس و مسکن در سال ۱۳۹۵ جمعیت آن ۴۹۶ نفر (در ۱۶۱ خانوار) بوده‌است.